# روژه انن
روژه اَنِن (به فرانسوی: Roger Hanin) با نام تولد روژه لِوی (به فرانسوی: Roger Levy) (زادهٔ ۲۰ اکتبر ۱۹۲۵ در الجزیره – در گذشتهٔ ۱۱ فوریهٔ ۲۰۱۵ در پاریس) هنرپیشه، کارگردان فیلم، و نویسنده فرانسوی بود. او در ایران به خاطر بازی در نقش ناوارو در مجموعه‌ای تلویزیونی به همین نام شهرت دارد.

## زندگی‌نامه
روژه انن در الجزیره از پدر و مادری یهودی با نام تولد روژه لِوی زاده شد. همچنین، او باجناغ و دوست صمیمی رئیس‌جمهور پیشین فرانسه، فرانسوا میتران بود.
در اواخر سال ۲۰۱۳ روژه انن از دو پسر فرانسوا میتران شکایت کرد که دنیل میتران ۳۰۰،۰۰۰ یورو از او قرض گرفته تا به عنوان وثیقه، برای آزادی پسرش در رابطه با پرونده‌ای در آنگولا بسپارد و پول را پس نداده است. در سال ۲۰۱۴ دادگاه این درخواست او را رد کرد.

## بیماری
در ۱۵ نوامبر ۲۰۰۹ روژه انن در خیابانی در سن-تروپه، سکته مغزی کرد. با بدتر شدن حالش، در سال ۲۰۱۱ دخترش، ایزابل از او مراقبت می‌کرد.
وی در آخرین ماه‌های رندگی خود در آپارتمانی در منطقه ۱۶ پاریس زندگی می‌کرد و مشکلات زیادی در راه رفتن، حافظه داشت و تقریباً ناشنوا شده بود.

## مرگ
روژه انن در ۱۱ فوریه ۲۰۱۵ در پاریس بر اثر نارسایی تنفسی در سن ۸۹ سالگی درگذشت.

## فیلم‌شناسی

### فیلم
- زیبا باش اما خفه شو (۱۹۵۸)
- حکم (فیلم ۱۹۵۹) (۱۹۵۹)
- ازنفس‌افتاده (۱۹۶۰)
- روکو و برادرانش (۱۹۶۰)
- مرغابی فلزی (آهنی) (۱۹۶۷)
- تونی آرزنتا (۱۹۷۳)
- بینوایان (فیلم ۱۹۸۲) (۱۹۸۲)
- ارکستر سرخ (۱۹۸۹)

### مجموعه تلویزیونی
- ناوارو (۱۹۸۹ تا ۲۰۰۷)

### تله‌فیلم
- خانواده پواسونار (۱۹۸۱)

### تئاتر
- سرنوشت بشر (۱۹۵۴)
- اتلو (۱۹۵۴)
- مکبث (۱۹۵۴)
- بوته آزمایش (نمایشنامه) (۱۹۵۶)
- اتلو (۱۹۶۳)
- مکبث (۱۹۶۴)
- در انتظار گودو (۱۹۹۶)
- تارتوف (۱۹۹۷)